# 386 TCN
386 TCN là một năm trong lịch La Mã.